# 조문근
조문근(1985년 2월 24일 ~ )은 대한민국 서울특별시 출신의 거리공연가이다. 길 잃은 고양이 멤버이며, 길 잃은 고양이의 멤버로는 조문근(보컬, 젬베)와 신홍민(기타)이 있다. 2009년 10월 9일 슈퍼스타K 1에서 준우승 이후 타이거 JK 등이 속한 정글 엔터테인먼트와 계약하여, 2010년 10월 22일 서울 회기동 경희대학교 평화의전당에서 열린 엠넷 슈퍼스타K 2'에서 곡 Love Like This로 데뷔 무대를 가졌다.

## 출연작
- 2009년 Mnet 슈퍼스타K 1
- 2014년 Mnet 트로트엑스
- 2018년 MBS 미스터리 음악쇼 복면가왕 - 아이구 아부지~ 바흐 < 참가자 >

| 슈퍼스타K 준우승자 |                  |             |
| 이전               | 슈퍼스타K 조문근 | 슈퍼스타K 2 |
|                    | 슈퍼스타K 조문근 | 존 박       |
|                    |                  |             |
|                    |                  |             |